# Hank Davison Band
Hank Davison Band ist eine 1990 gegründete Country-Blues- und Blues-Rock-Band.

## Geschichte
Hank Davison, Frontmann und Namensgeber der Band wurde am 12. Mai 1957 in München geboren. Seit 1967 ist er als Musiker aktiv. 1972 stieg er in seine erste Band ein (Herz Ass junior). Nach dieser Zeit arbeitete er als DJ, Musiker, Schauspieler, aber auch als Maurerhelfer oder als Kellner, Schankkellner – was eben gerade anlag. In dieser Zeit hat er mit seiner Band und als Solokünstler bereits hunderte Konzerte gespielt. 1987 gründet er die Hank Davison Band für die Motorradfahrer/Bikerszene. Die Biker mochten den erdigen, harten Stil der Band und so wurde die HDB bei den „Rockern“ überaus erfolgreich. In den Jahren 1992 – 2009 war die Hank Davison Band der angesagte Liveact auf Bikertreffen, sie teilten die Bühnen mit Musikern wie beispielsweise ZZ Top, Lynyrd Skynyrd, Meat Loaf, Jethro Tull, Molly Hatchet, Uriah Heep, Whitesnake, Steppenwolf oder Mother’s Finest.
Der großen Menge an Liveauftritten steht eine kleine Liste an Alben gegenüber: Hard Way von 2005 als einziges Studioalbum der Hank Davison Band sowie die Live-Aufnahmen Real Live (1995) und The Early Tapes (2000). 2014 erschien das Doppel-Live Album Session 010201. 2009 hat Hank die Band aufgelöst und ist seitdem als Solo-Musiker 
unplugged unterwegs.

## Diskografie
Alben
- 1977 – Wodan (Single)
- 1992 – Schleiz live (Sampler)
- 1993 – Live in Schleiz (Sampler)
- 1994 – Daytona  (Sampler)
- 1995 –  Hank Davison & Friends – real live (Album)
- 1996 – Hank Davison Band – real live (Video)
- 1997 – Panhead – Vibrations (Shape-CD)
- 1997 – Songs From The South – unplugged (CD)
- 1998 – Freewheeling (Sampler)
- 2000 – Born To Ride (Sampler)
- 2000 – Hank Davison Band – The Early Tapes (Doppel-Live-Album)
- 2003 – 100 Years Harley Davidson (Sampler)
- 2004 – We Are The World – (CD)
- 2004 – The Blue – Norma´s Country Store (Gastmusiker)
- 2005 – Hank Davison Band – Hard Way (Album)
- 2007 – Best Of Five – Hamburg Harley Days (CD)
- 2008 – Born To Be Wild (Earbook)
- 2014 – session 010201 (Doppel-Live-Album)